# カステルノー城

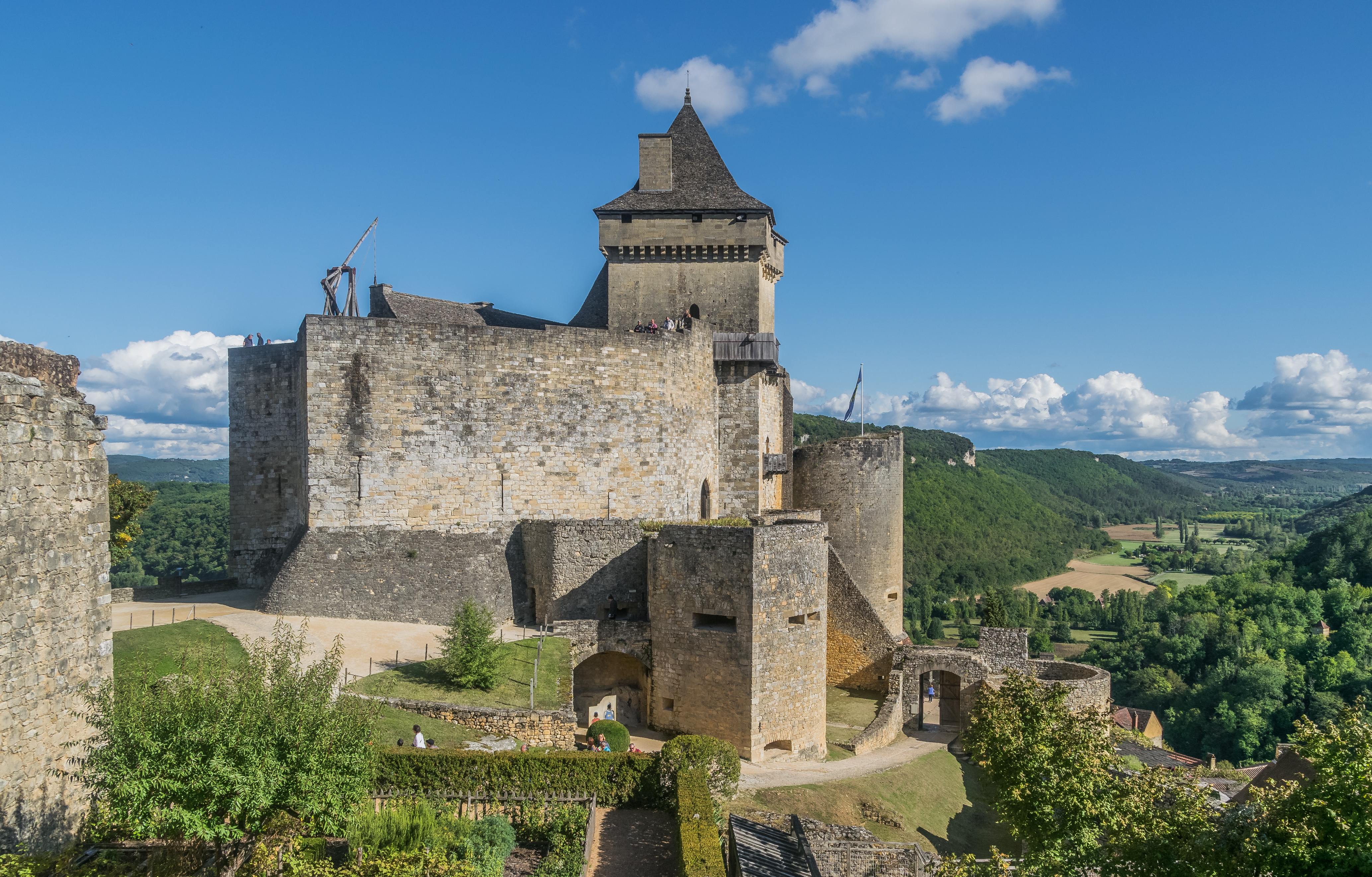
カステルノー城

カステルノー城 (Château de Castelnaud) は、南フランス、ドルトーニュ県のコミューン、カステルノー＝ラ＝シャペルにある中世の要塞。「カステルノー」とはオック語で「新しい城」を意味する。城はコミューンを見下ろす丘の中腹に建てられている。
1966年、フランスの文化遺産保護制度に基づく歴史的記念物の指定を受け、1980年には城のエンクロージャーの領域まで指定が拡大された。現在、城は個人の所有物である。